# Naissance en 1223
Naissance
- 1219
- 1220
- 1221
- 1222
- 1223
- 1224
- 1225
- 1226
- 1227

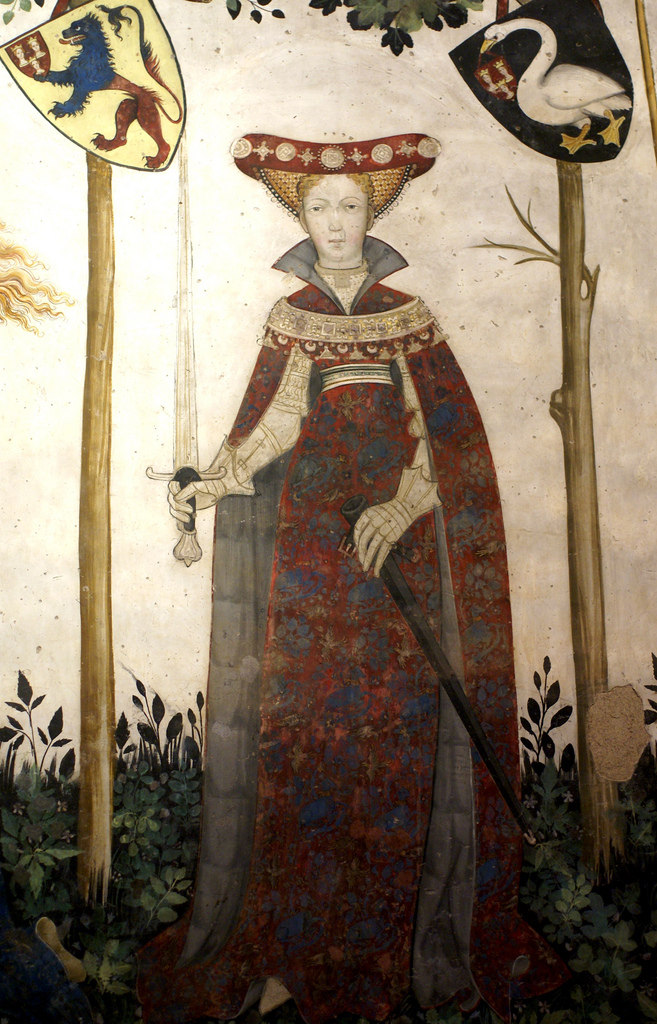
Béatrice de Savoie, née en 1223.

Cette page dresse une liste de personnalités nées au cours de l'année 1223 :
- 19 juillet : Baybars, ou Al-Malik az-Zâhir Rukn ad-Dîn Baybars al-Bunduqdari, sultan Turcs kiptchaks des mamelouk bahrite d'Égypte.
- 23 novembre : Gérard Ier de Durbuy, comte de Durbuy, seigneur de Roussy et du ban de Villance.

- Ibn Abd el-Zaher, ou Muhyi al-Din Ibn Abd al-Zâhir, chroniqueur égyptien, secrétaire de chancellerie des sultans Baybars et Qala'ûn, auteur d’une Vie de Baybars.
- Éléonore de Provence, reine consort d'Angleterre.
- Guido da Montefeltro, condottiere, un politicien et un religieux italien, seigneur de Montefeltro.
- Ichijō Sanetsune, noble de cour japonais (kugyō de l'époque de Kamakura.
- Francesco Ronci, Cardinal-prêtre de S. Lorenzo in Damaso.

## Crédit d'auteurs
- Cet article est partiellement ou en totalité issu de l'article intitulé « 1223 » (voir la liste des auteurs).